# ムン・ジンヒョク
ムン・ジンヒョク（2000年10月14日 - ）は、大韓民国のソウル特別市出身のプロアイスホッケー選手。ポジションはフォワード。

## 経歴
京畿高校から高麗大学に進学。U-20の韓国代表にも選出されている。
2023年8月16日にトライアウトを受けて、アジアリーグアイスホッケーのH.C.栃木日光アイスバックスに入団した。
2024年4月24日に契約期間満了により退団。 

## 詳細情報

### 背番号
- 37（2023-24）